# Al'oša
Al'oša (in ucraino Aльоша?), pseudonimo di Olena Oleksandrivna Kučer-Topolja (in ucraino Олена Олександрівна Кучер-Тополя?; Zaporižžja, 14 maggio 1986), è una cantante ucraina.
Ha rappresentato l'Ucraina all'Eurovision Song Contest 2010 con il brano Sweet People, classificandosi al 10º posto nella finale dell'evento.

## Biografia
Nata a Zaporižžja, nell'omonima oblast', mostrò un certo interesse per la musica in giovane età, prendendo parte al coro della scuola. Si è laureata presso l'Università nazionale delle arti e della cultura di Kiev e ha firmato, nel 2008, un contratto con l'etichetta discografica Catapult Music.

### Carriera musicale
Nel 2010 ha preso parte alla seconda selezione per il rappresentante dell'Ucraina all'Eurovision Song Contest 2010 con il brano To Be Free. La canzone tuttavia risultò esser stata pubblicata nel 2008 e mostrò alcune somiglianze con il brano Knock Me Out di Linda Perry e Grace Slick, perciò fu sostituita con Sweet People, scritto e composto dalla stessa interprete con Borys Kukoba e Vadym Lysycja. Il brano ottenne un discreto successo all'Eurovision Song Contest, classificandosi al 7º posto nella seconda semifinale e al 10° nella finale.
Nel 2023 partecipa come ospite d'onore per rappresentare l'Ucraina all'Eurovision Song Contest 2023 svoltosi a Liverpool, eseguendo un duetto di "Ordinary World" insieme alla cantante inglese Rebecca Ferguson. Il concorso è stato ospitato dal Regno Unito per conto dell'Ucraina a causa dell'invasione russa in corso nel paese.
A gennaio 2024 esce la featuring “Via dall’Inferno (Розбити Вавілон)” con il cantautore italiano Fabio De Vincente, primo brano della storia ad essere scritto e composto da un artista italiano ed un'artista ucraina. Il singolo viene promosso nelle maggiori trasmissioni tv, radio nazionali e media di maggior rilievo in Ucraina.
Ad aprile 2024 Al'oša e Fabio De Vincente vanno in tour nelle più importanti città Ucraine come Kiev, Lviv (Leopoli), Lutsk .

## Vita privata
Fino al 2011, per diversi anni, la cantante ha vissuto con il suo produttore, Vadim Lysytsya, che ha iniziato a frequentare da giovane.
Alyosha ha sposato nell'estate del 2013 Taras Topolia, un altro cantante ucraino. Dal matrimonio sono nati 3 figli.

## Discografia

### Album in studio
- 2010 – A World Outside Your Door
- 2015 – Točka na karte, čast' 1
- 2015 – Točka na karte, čast' 2
- 2017 – Malen'kij sekret
- 2019 – Zolota seredina (con Vlad Darwin)

### Album dal vivo
- 2023 – Live (con Vlad Darwin)

### Singoli
- 2008 – To Be Free
- 2009 – Sneg
- 2010 – Tij ujdeš
- 2010 – Sweet People
- 2011 – Kto skazal
- 2016 – Kapli
- 2016 – Poruč
- 2016 – Begu
- 2017 – Kalyna
- 2017 – Moë serdce
- 2017 – Ty najkrašča (con Vlad Darwin)
- 2017 – Na foni Paryž
- 2018 – Tekila
- 2018 – Druzi muzyky
- 2018 – Trojandy (con Vlad Darwin)
- 2018 – Dama
- 2019 – Pirnaj (con Vlad Darwin)
- 2019 – Planety
- 2020 – Tornado (con Vlad Darwin)
- 2020 – NeVoNa
- 2020 – Horda
- 2020 – Ptacha
- 2021 – Lebedi
- 2022 – Moje more
- 2023 – Mene stvoryv
- 2023 – Ja na voli je
- 2023 – Pryčastja (con Vlad Darwin)
- 2024 – Via dall'Inferno (Rozbyty Bavilon) (con Fabio De Vincente)
- 2024 – Feromony
- 2024 – Nirvana
- 2024 – Chočeš (con Dibrova)
- 2024 – Jak dytynoju, buvalo... (con NeuroBandura)
- 2024 – Jak rika, ja vohon'
- 2024 – O, ce Ridzvo
- 2025 – Daj sobi mene